# 上沙尔杰尼加农村居民点
上沙尔杰尼加农村居民点（俄语：Сельское поселение Верхнешарденгское）是俄罗斯联邦沃洛格达州大乌斯秋格区所属的一个农村居民点。其下辖有23个居民点，行政中心为上沙尔杰尼加。据2015年统计，该农村居民点的人口为266人。